# シルバーシャーク (競走馬)
シルバーシャーク (Silve Shark) とは、アイルランド産の競走馬、種牡馬である。
フランスで競走生活を送り、短距離を中心に活躍。ムーラン・ド・ロンシャン賞、イスパーン賞、アベイ・ド・ロンシャン賞などの大レースを優勝した。
競走馬を引退したあとはアイルランドで種牡馬となり、1973年からは日本で供用された。日本では死後、オグリキャップのブルードメアサイアーとして有名となった。

## 主な産駒
- Sharp Edge（アイリッシュ2000ギニー）
- シーバードパーク（京王杯スプリングハンデキャップなど）
- ラブリトウショウ（シンザン記念など）
- アサカシルバー（オールカマー）
- メイワロック（サンケイスポーツ賞4歳牝馬特別）
- マークリシルバー（札幌記念）
- ホオカノ（新潟記念、引退後アメリカで種牡馬入り）

## ブルードメアサイアーとしての主な産駒
- キャロルハウス（凱旋門賞などGI3勝）
- オグリキャップ（有馬記念などGI4勝、中央競馬顕彰馬）
- オグリローマン（桜花賞）
- ゴッドスピード（中山大障害など）
- ケリーバッグ（桜花賞2着、優駿牝馬3着）
- アルファキュート（サファイヤステークス、中山牝馬ステークス）
- オースミポイント（京成杯）
- サンデーウェル（セントライト記念）
- ウメノローザ（グランドチャンピオン2000、ウメノファイバーの母）

## 血統表
| シルバーシャークの血統      | シルバーシャークの血統                            | シルバーシャークの血統                            | （血統表の出典）                                  | （血統表の出典） |
| 父系                        | マンノウォー系                                    | マンノウォー系                                    | マンノウォー系                                    |                  |
| 父 Buisson Ardent 1953 栗毛 | 父の父Relic 1945 青毛                             | War Relic                                         | Man o'War                                         | Man o'War        |
| 父 Buisson Ardent 1953 栗毛 | 父の父Relic 1945 青毛                             | War Relic                                         | Friars Carse                                      |                  |
| 父 Buisson Ardent 1953 栗毛 | 父の父Relic 1945 青毛                             | Bridal Colors                                     | Black Toney                                       | Black Toney      |
| 父 Buisson Ardent 1953 栗毛 | 父の父Relic 1945 青毛                             | Bridal Colors                                     | Vaila                                             |                  |
| 父 Buisson Ardent 1953 栗毛 | 父の母Rose o'Lynn 1944 鹿毛                       | Pherozshah                                        | Pharos                                            | Pharos           |
| 父 Buisson Ardent 1953 栗毛 | 父の母Rose o'Lynn 1944 鹿毛                       | Pherozshah                                        | Mah Mahal                                         |                  |
| 父 Buisson Ardent 1953 栗毛 | 父の母Rose o'Lynn 1944 鹿毛                       | Rocklyn                                           | Easton                                            | Easton           |
| 父 Buisson Ardent 1953 栗毛 | 父の母Rose o'Lynn 1944 鹿毛                       | Rocklyn                                           | Rock Forrard                                      |                  |
| 母 Palsaka 1954 芦毛        | 母の父Palestine 1947 芦毛                         | Fair Trial                                        | Fairway                                           | Fairway          |
| 母 Palsaka 1954 芦毛        | 母の父Palestine 1947 芦毛                         | Fair Trial                                        | Lady Juror                                        |                  |
| 母 Palsaka 1954 芦毛        | 母の父Palestine 1947 芦毛                         | Una                                               | Tetratema                                         | Tetratema        |
| 母 Palsaka 1954 芦毛        | 母の父Palestine 1947 芦毛                         | Una                                               | Uganda                                            |                  |
| 母 Palsaka 1954 芦毛        | 母の母Masaka 1945 鹿毛                            | Nearco                                            | Pharos                                            | Pharos           |
| 母 Palsaka 1954 芦毛        | 母の母Masaka 1945 鹿毛                            | Nearco                                            | Nogara                                            |                  |
| 母 Palsaka 1954 芦毛        | 母の母Masaka 1945 鹿毛                            | Majideh                                           | Mahmoud                                           | Mahmoud          |
| 母 Palsaka 1954 芦毛        | 母の母Masaka 1945 鹿毛                            | Majideh                                           | Qurrat-Al-Ain F-No.5-e                            |                  |
| 母系(F-No.)                 | 5号族(FN:5-e)                                     | 5号族(FN:5-e)                                     | 5号族(FN:5-e)                                     | [ § 2 ]          |
| 5代内の近親交配             | Pharos (Fairway) 4×4×4=18.75%、Mah Mahal4×5=9.38% | Pharos (Fairway) 4×4×4=18.75%、Mah Mahal4×5=9.38% | Pharos (Fairway) 4×4×4=18.75%、Mah Mahal4×5=9.38% | [ § 3 ]          |
| 出典                        | 1. 2. 3.                                          | 1. 2. 3.                                          | 1. 2. 3.                                          | 1. 2. 3.         |